# 克里斯托弗·C·威尔科克
克里斯托弗·C·威尔科克（Christopher C. Wilcock，1946年—）是专业于猪笼草属食虫植物的美国分类学家。
威尔科克与J·H·亚当（J. H. Adam）合作描述了几个猪笼草类群，其中物种包括法萨猪笼草（N. faizaliana）和马普鲁山猪笼草（N. mapuluensis），自然杂交种包括阿里猪笼草（N. × alisaputrana）和沙捞越猪笼草（N. × sarawakiensis）。